# Carretera Federal 119D
La Carretera Federal 119D, más conocida como Autopista Puebla-Tlaxcala, es una carretera Mexicana de cuota que conecta los anillos periféricos de Puebla de Zaragoza y Tlaxcala de Xicohténcatl en aproximadamente 15 minutos. Es la autopista paralela a la Carretera Federal 119.
Las autopistas y carreteras de acceso restringido son parte de la red federal de carreteras y se identifican mediante el uso de la letra “D” añadida al final del número de carretera. Esta carretera forma parte del Arco Norte donde en Tlaxcala pasa a ser la Carretera Federal 117D

## Descripción
La Autopista comienza al final del Anillo Periférico Ecológico de Puebla en la zona industrial automotriz del centro poblano donde están ubicados tanto el parque industrial Finsa como Volkswagen de México, después pasa por zonas residenciales y cruza la división política entre Puebla y Tlaxcala en el Municipio de Zacatelco para continuar su trayecto por zonas con baja densidad poblacional hasta llegar al Libramiento Tlaxcala (Periférico de Tlaxcala).

## Municipios que cruza
Estado de Puebla
- Cuautlancingo
- Coronango

Estado de Tlaxcala
- Zacatelco
- Axocomanitla
- Tetlatlahuca
- Huactzinco
- Teloxoc
- Tlaxcala